# Dominique Wilms
Pour les articles homonymes, voir Wilms.
Dominique Wilms, de son vrai nom Claudine Maria Célina Wilmes, est une actrice belge, née le 8 juin 1930 à Montignies-sur-Sambre (Belgique).

## Biographie
Née en 1930, de parents français, Dominique Wilms a suivi des études à l'école des Beaux-Arts de Paris. Par la suite, elle devient mannequin chez Edward Molyneux puis chez Lucien Lelong. le réalisateur Edmond T. Gréville la remarque et la recommande auprès de Bernard Borderie pour le rôle principal dans son prochain film, La Môme vert-de-gris, d'après le roman de Peter Cheyney. C'est un triomphe avec lequel elle s'impose comme la femme fatale des polars français, héritière de la Veronica Lake des films noirs américains.
Elle multiplie alors les rôles similaires, aux côtés d'acteurs connus tels que Eddie Constantine, Jean Gaven (qui devient son mari en 1957), Armand Mestral ou Franck Villard. En 1957, sur les conseils de Françoise Sagan, elle est choisie par Otto Preminger pour jouer dans Bonjour tristesse tiré du roman du même titre. Mais cet engagement étant lié à un séjour préalable de six mois aux États-Unis pour perfectionner son anglais, Dominique Wilms décline l'invitation et c'est Mylène Demongeot qui jouera finalement ce rôle, aux côtés de Jean Seberg, Deborah Kerr et David Niven.
Dominique Wilms continue donc, malgré elle, à interpréter les héroïnes de polar avec des Eddie Constantine occasionnels tels que Tony Wright.
Plus tard, le nombre de films de détective tendant à se raréfier, elle se tourne vers les films étrangers (allemands ou italiens), les séries télévisées et les téléfilms. Finalement, elle décide de quitter le cinéma pour se consacrer à ses premières passions, la peinture et la restauration d'objets d'art, entrant à l'Ecole du Louvre où elle étudie pendant quatre ans l'Histoire de l'art.
La Môme Vert de Gris et l'interprétation de Dominique Wilms restent toutefois dans la mémoire des cinéphiles nostalgiques d'un genre révolu.
Elle a vécu avec l'acteur Jean Gaven (1918-2014) qu'elle avait rencontré en 1956 à Hong Kong lors du tournage de La Rivière des trois jonques.

## Filmographie

### Cinéma
- 1953 : La Môme vert-de-gris de Bernard Borderie : Carlotta de La Rue
- 1954 : Les femmes s'en balancent de Bernard Borderie : Paulette Bénito
- 1954 : Pas de coup dur pour Johnny d'Émile Roussel : Gaby
- 1954 : Les Clandestines de Raoul André : Eliane
- 1955 : Les Assassins du dimanche d'Alex Joffé : Ginette Garcet
- 1955 : Les pépées font la loi de Raoul André : Elisabeth
- 1955 : La Soupe à la grimace de Jean Sacha : Ingrid
- 1956 : Et par ici la sortie de Willy Rozier : Myrna de Maripasula
- 1957 : La Rivière des 3 jonques d'André Pergament : Monique
- 1957 : Le Grand Bluff de Patrice Dally : Dominique Arden
- 1957 : Les Aventuriers du Mékong de Jean Bastia : Dominique
- 1958 : L'assassin sera à Tripoli d'Harald Reinl : Birgit
- 1959 : Bomben auf Monte Carlo de Georg Jacoby : Giuletta
- 1959 : Y'en a marre (Ce soir, on tue) d'Yvan Govar : Mireille la chanteuse
- 1959 : Chaque minute compte de Robert Bibal : Dany Dupré
- 1959 : Deuxième Bureau contre terroristes de Jean Stelli : Nadia Banot
- 1962 : Jules César, conquérant de la Gaule de Tanio Boccia : la reine Astrid
- 1964 : Banco à Bangkok pour OSS 117 d'André Hunebelle : Eva Davidson
- 1964 : Questo amore ai confini del mondo de Giuseppe Maria Scotese : Françoise
- 1966 : Carré de dames pour un as de Jacques Poitrenaud : Petula
- 1966 : Razzia au F.B.I. d'Harald Philipp : Maureen

### Télévision

#### Téléfilms
- 1966 : Les Voyageurs de l'espace d'Edmond Tybo : Vénus
- 1972 : La Canne d'Arlen Papazian : Myriam Hork

#### Séries télévisées
- 1959 : Cinépanorama, épisode du 3 octobre 1959 de Jean Bescont et Frédéric Rossif
- 1964 : Vol 272 de Jean-Jacques Vierne et Michio Koga : Marika
- 1969 : Le comte Yoster a bien l'honneur, épisode Fast ein Kollege de Michael Braun : Gwen Manyfold
- 1999 : Le Club d'Olivier Boutinot, épisode du 24 mars 1999

### Ouvrages
- René Chateau, Les Plus belles affiches du cinéma français des années 50 : 1950-1960, éditions de l’Amateur, coll. « La mémoire du cinéma français », Courbevoie, 1994, p. 308-315 (OCLC 30103162)
- Françoise Ducout, Séductrices du cinéma français 1936-1956, Henry Veyrier, coll. « Flash-back », Paris, 1978  (ISBN 978-2-8519-9165-2), Dominique Wilms p. 159
- Jean-Pierre Richard, Vol 272, éd. Denoël, Paris, 1964 (OCLC 35515745)

### Magazines
- La Cinématographie française, no 1502, janvier 1953
- Cinémonde, no 981, 22 mai 1953
- Cinémonde, no 1089, 16 juin 1955
- Cinémonde, no 1115, 22 décembre 1955
- Ciné-Révélation, no 44, 8 janvier 1954
- Ciné-Révélation, no 67, 14 juillet 1955
- Ciné-Révélation, no 68, 21 juillet 1955
- Ciné-Révélation, no 167, 13 juin 1957
- Ciné-Révélation, no 203, 21 février 1958
- Ciné Télé Revue, no 44, 28 octobre 1960
- Ciné Télé Revue, no 52, 23 décembre 1965
- Fantaisie, no 2, avril 1955
- Festival, no 194, 11 mars 1953
- Festival Film, no 11, mars 1962
- Le Film complet : Le Môme vert-de-gris, no 448, 25 février 1954
- Film complet : La Rivière des 3 jonques, no 621, 13 juin 1957
- Les Films pour vous, no 245, 21 aoôut 1961
- Follie !, novembre 1954
- France Illustration, août 1955
- Jours de France, no 18, 11 avril 1955
- Mon film, no 527, 26 septembre 1956
- Mon film, no 556, 17 avril 1957
- Paris frou-frou, no 12
- Paris paradise, no 5, 1953
- Rêves, no 425
- Star-Ciné Cosmos, no 44, 1er juin 1963
- Télé Magazine, no 121, 16 février 1958
- Vive Paris, no 3, décembre 1951